# Fuka Nagano
Fuka Nagano (長野 風花, Nagano Fūka, Edogawa, 9 maart 1999) is een Japans voetbalster die als middenvelder speelt bij Chifure AS Elfen Saitama.

## Carrière

### Clubcarrière
Nagano begon haar carrière in 2014 bij Urawa Reds. Met deze club werd zij in 2014 kampioen van Japan. Ze tekende in 2018 bij Incheon Hyundai Steel Red Angels. Ze tekende in 2019 bij Chifure AS Elfen Saitama.

### Interlandcarrière
Nagano nam met het Japans nationale elftal O17 deel aan het WK onder 17 in 2014 en WK onder 17 in 2016. Japan behaalde goud op het WK onder 17 in 2014 en zilver op het WK onder 17 in 2016. Zij nam met het Japans nationale elftal O20 deel aan het WK onder 20 in 2018 en Japan behaalde goud op het WK onder 20 in 2018.
Nagano maakte op 11 november 2018 haar debuut in het Japans vrouwenvoetbalelftal tijdens een vriendschappelijke wedstrijd tegen Noorwegen.

## Statistieken
| Japans vrouwenvoetbalelftal | Japans vrouwenvoetbalelftal | Japans vrouwenvoetbalelftal |
| Jaar                        | Wed.                        | Dlp.                        |
| --------------------------- | --------------------------- | --------------------------- |
| 2018                        | 1                           | 0                           |
| Totaal                      | 1                           | 0                           |